# Neufahrn in Niederbayern
Neufahrn in Niederbayern è un comune tedesco di 3 869 abitanti, situato nel land della Baviera.